# كلنكوة جريسية كاذبة
كلنكوة جريسية كاذبة (الاسم العلمي:Kalanchoe pseudocampanulata) هي نوع من النباتات تتبع جنس الكلنكوة من الفصيلة الكرسولية.